# Richard Dering
Richard Dering (1580? Londýn – 22. března 1630 tamtéž) byl anglický renesanční skladatel během pozdní tudorovské doby. Narodil se okolo roku 1580 v Londýně. Je znám díky svým technikám, například basso continuo, které předjímaly nástup barokní hudby v Anglii. Jeho dvou- a tříhlasé skladby se dodnes hrají na koncertech anglikánské církevní hudby. Původem byl Angličan, avšak kvůli své římskokatolické víře žil ve Španělsku.

## Život
Narodil se okolo roku 1580 za vlády královny Alžběty I. V roce 1600 začal studovat v Oxfordu a roku 1610 se stal bakalářem. Pravděpodobně byl ve svém raném životě protestantem, ale má se za to,[kdo?] že v třicátých létech během pobytu v Itálii přestoupil k římskému katolicismu.
Po anglické reformaci v 16. století byly náboženské vztahy silně napjaté. Řada anglických skladatelů, kteří konvertovali ke katolicismu, nebo byli podezřelí z konverze, odešla do exilu v římskokatolických zemích v kontinentální Evropě. Je známo, že Dering navštívil Florencii a poté nějakou dobu žil na anglické vysoké škole v Římě, konkrétně na semináři pro anglické katolické kněze. Dopis Sira Dudleyho Carletona Sirovi Haringtonovi, 2. baronovi Haringtonovi z Extonu, ze dne 25. června 1612 odkazuje na Haringtonova služebníka „pana Dearna“, který zvažoval „přejít“ ke katolické víře.
Roku 1617 se Dering přestěhoval do Bruselu, kde žila řada anglických skladatelů v exilu, a Dening se s nimi patrně stýkal. Působil jako varhaník v klášteře anglických benediktinek a vydal dva svazky svých latinských motet. V předmluvě ke druhému z nich, Cantiones sacrae z roku 1618, naznačuje, že je napsal "v prvním městě světa", tj. v Římě. Od roku 1625 byla anglickou královnou katolička, Henrietta Marie Bourbonská, manželka krále Karla I. a Dering se vrátil do Londýna, kde působil jako varhaník v její soukromé kapli a jako hudebník královské hudby.

## Smrt
Zemřel v březnu 1630. Byl pohřben v Savojské kapli.